# Реприза (эстрада)
Репри́за  (от фр. reprise) на эстраде или в цирке — короткий шуточный номер. Например, в цирке популярны репризы между клоуном и шпрехшталмейстером.
Реприза может быть словесной, словесно-действенной или пантомимической. Словесная реприза включает текстовую подготовку («заход») и смешную (как правило неожиданную) концовку. Словесные репризы включаются в клоунское антре, либо предшествуют ему. Словесно-действенная реприза объединяет текст и комедийное действие. Пантомимическая реприза состоит из одного лишь действия без текста.
Реприза может исполняться во время конного номера (чтобы дать отдохнуть наезднику), либо между номерами (во время подготовки манеж к следующему выходу).
Известные мастера репризы в СССР и России — Аркадий Райкин, Геннадий Хазанов, Леонид Енгибаров, дуэты Вероника Маврикиевна и Авдотья Никитична и Никулин и Шуйдин.